# Hejnice
Hejnice (deutsch Haindorf) ist eine Kleinstadt im äußersten Norden von Tschechien im Isergebirge und ein katholischer Wallfahrtsort der Marienverehrung.

## Geographische Lage

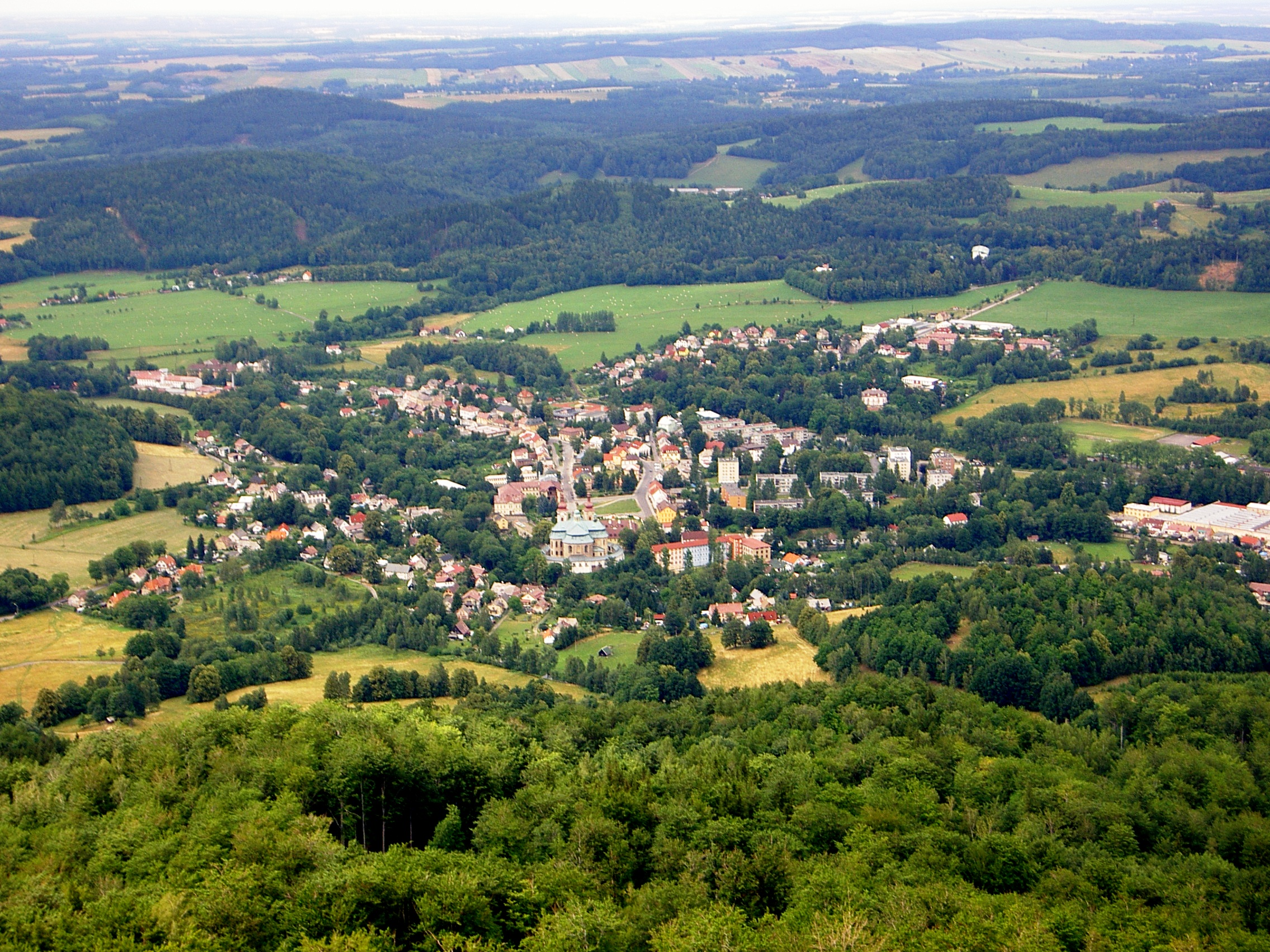
Stadtgebiet und Umgebung vom Ořešník

Die Stadt liegt in Nordböhmen 370 m ü. M. und erstreckt sich im Isergebirge im Tal der Smědá (Wittig) zwischen den Einmündungen der Bäche Černý potok (Schwarzbach) und Libverdský potok (Liebwerder Bach), 16 km von Liberec (Reichenberg) entfernt.

## Geschichte

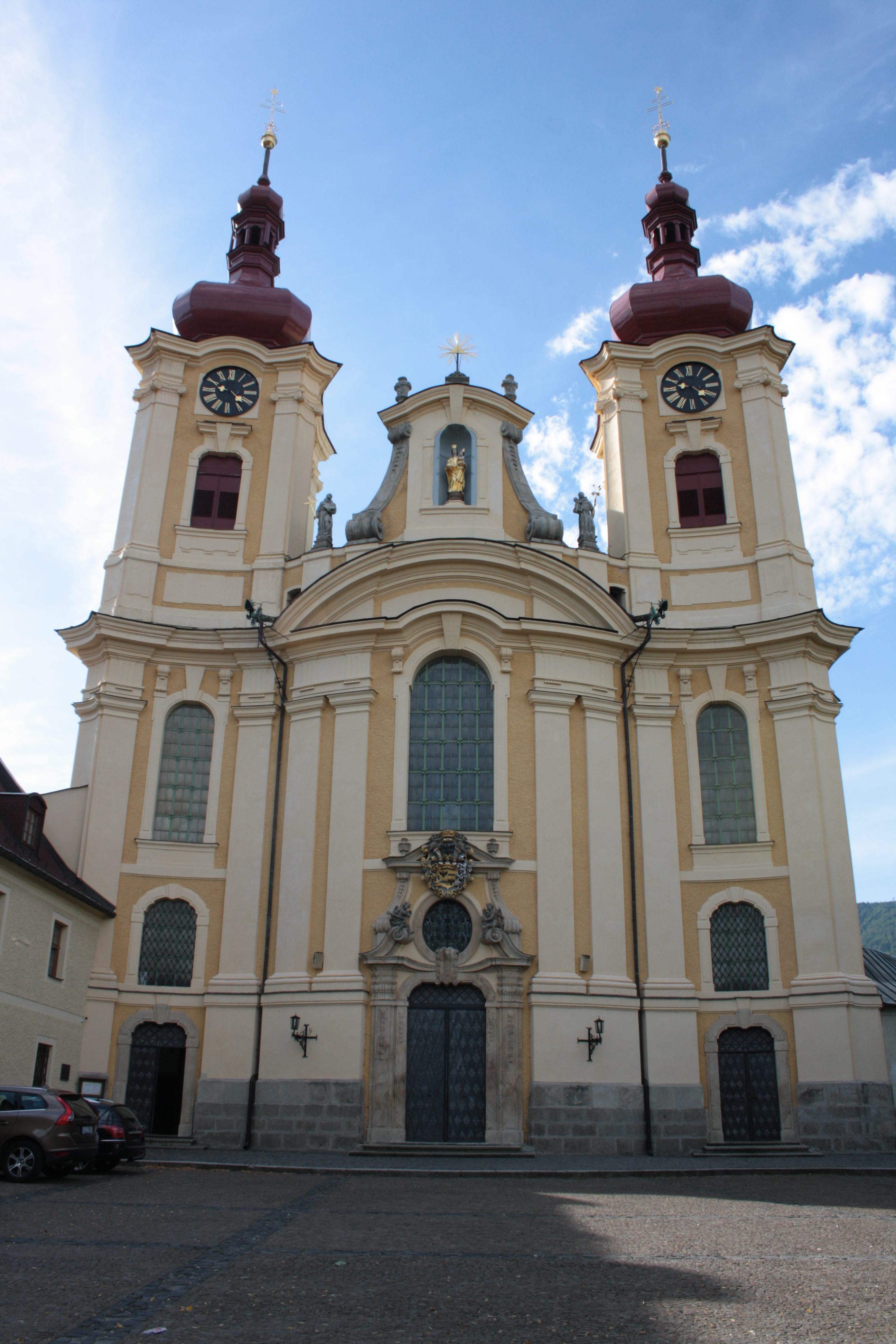
Wallfahrtskirche Maria Heimsuchung

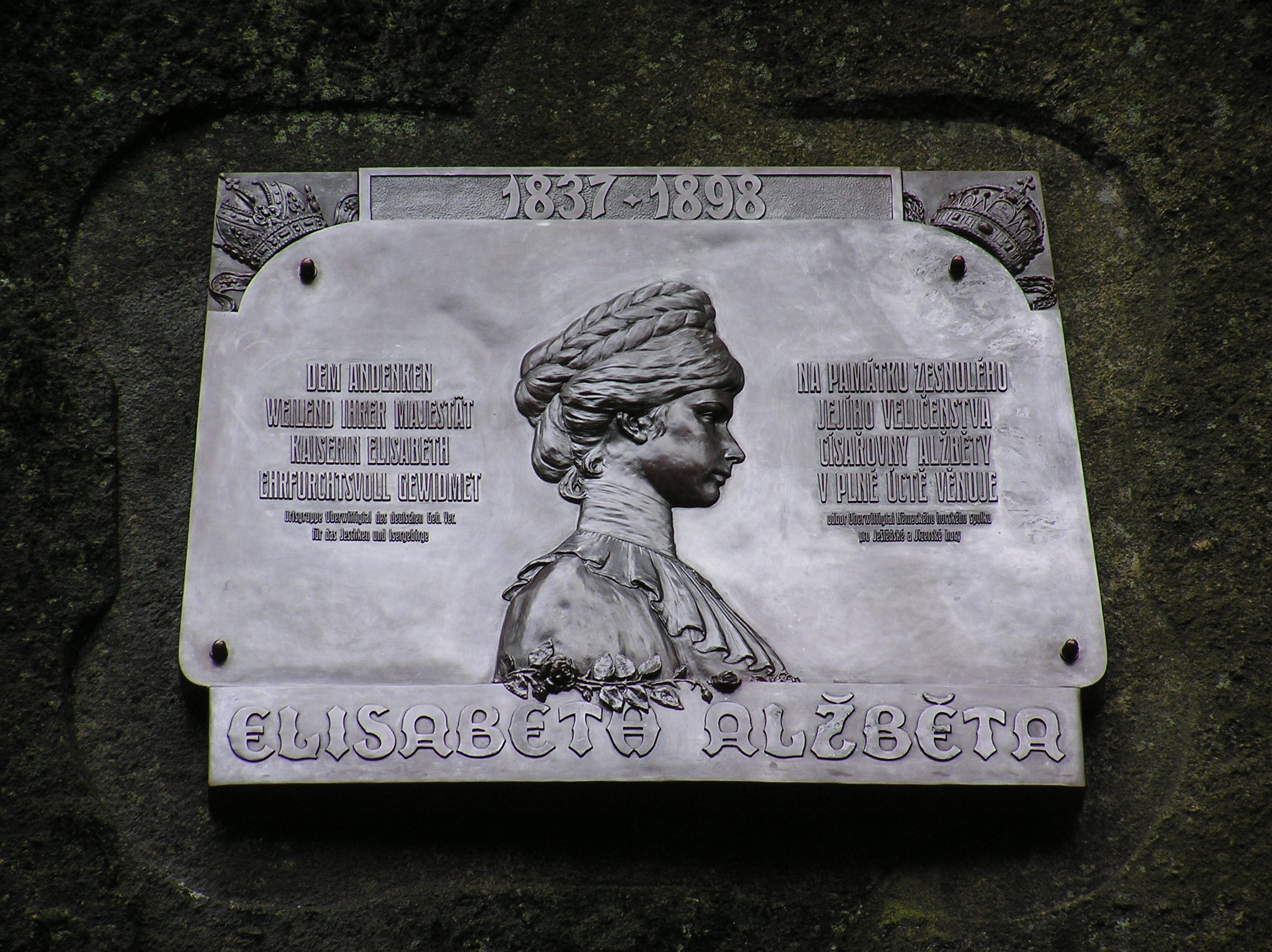
Gedenktafel für Kaiserin Elisabeth

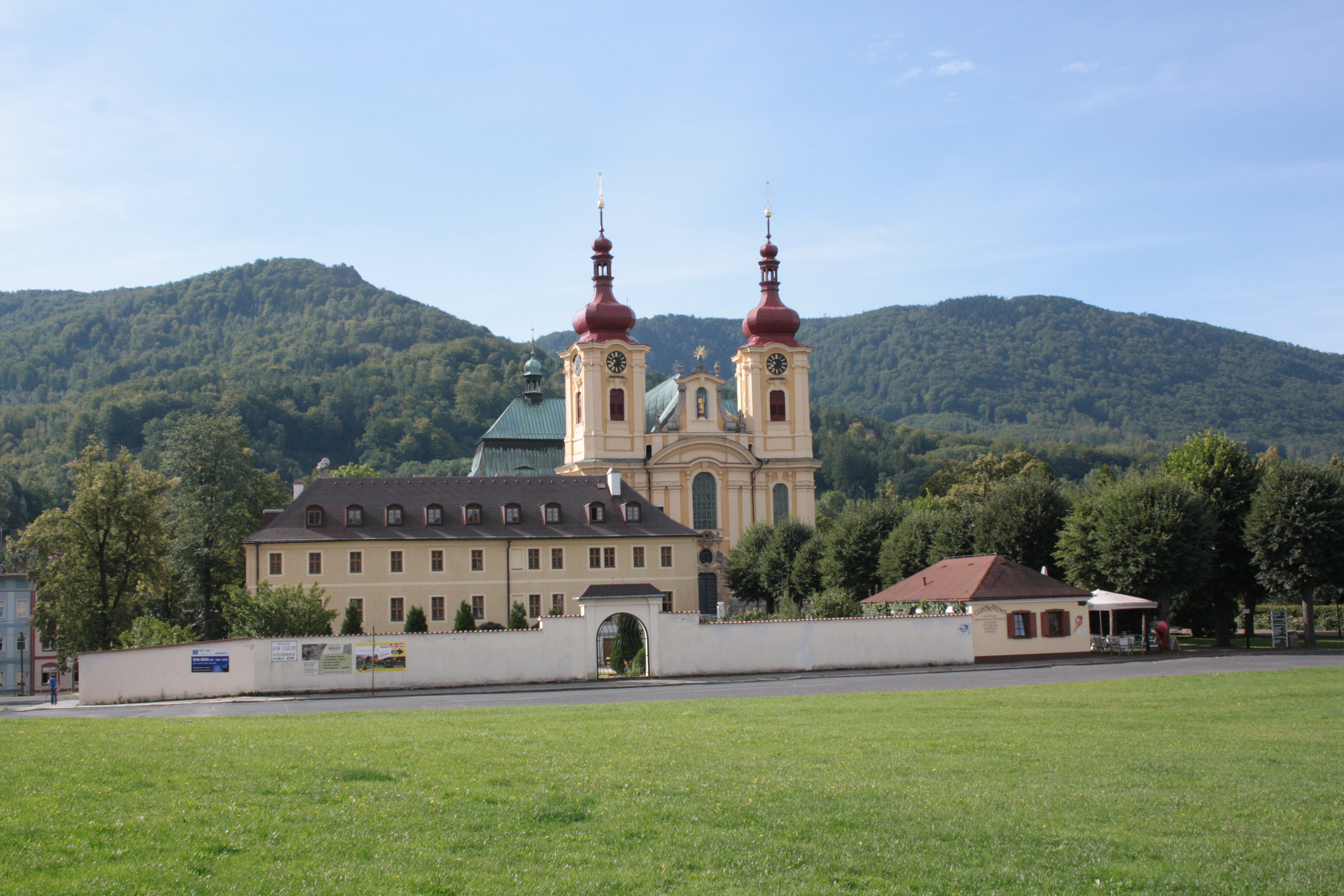
Kloster und Wallfahrtskirche

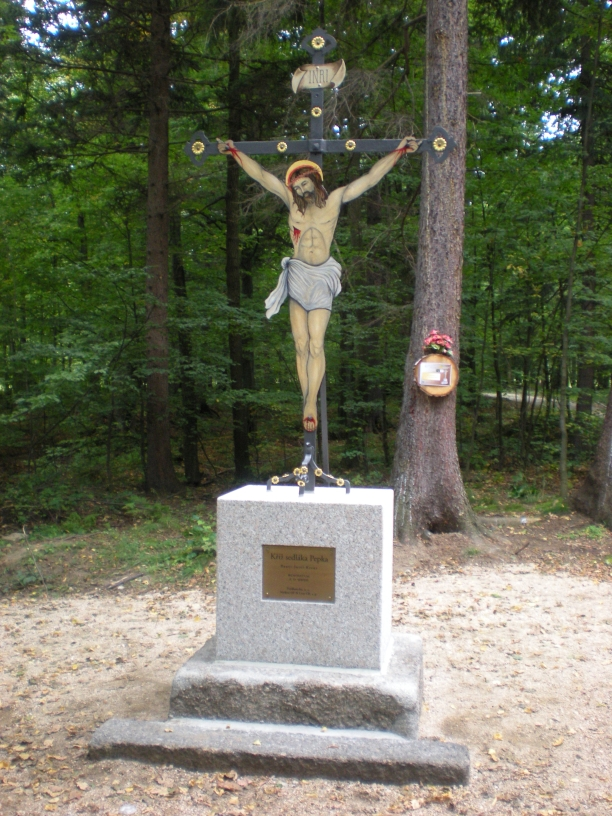
Bauer-Jusel-Kreuz am Wallfahrtsweg

Der Legende nach wurde im Jahr 1211 nach einer Gnadenheilung eine Kapelle gebaut, nachdem sich ein armer, erschöpfter Siebmacher aus dem Dorf Mildeneichen im Wald unter eine Linde gelegt hatte, wie durch ein Wunder gesund wurde, anschließend im benachbarten Zittau ein Bild der Gottesmutter Maria erworben hatte, das er an dem Lindenbaum anbrachte, unter dem er Heilung gefunden hatte. Erbauer der Kapelle Maria die Anmutige soll ein Herr von Bieberstein gewesen sein; die Kapelle soll dann 1242 und 1272 beträchtlich erweitert worden sein.
Um diese Kapelle herum entstand der Ort Haindorf, der 1381 erstmals urkundlich im Urbar der Herrschaft Friedland erwähnt wurde. Als weitere Wunderheilungen erfolgten, wurden 1352 die vergrößerte Johanniskapelle erbaut und 1472 zu einer gotischen Kirche ausgebaut. 1558 bis 1621 war der Ort Haindorf, wie ganz Böhmen, durch drei Generationen evangelisch-lutherisch und die römisch-katholische Kirche wurde verschlossen.
In der Rekatholisierung Böhmens im Dreißigjährigen Krieg wurde das Gnadenbild in der Johanniskirche in Haindorf wieder aufgestellt und verehrt. 1690 übernahm der Franziskanerorden die Kirche und die Wallfahrtsseelsorge. 1691 stiftete der Inhaber der Grundherrschaft Friedland, Franz Ferdinand von Gallas, dem Orden ein Kloster mit einer Familiengruft der Gallas erbauen, die 1696 fertiggestellt wurden. 1693 entstand auf dem Weg von Friedland nach Haindorf ein Pilgerweg mit 15 Kapellen. Der Zustrom und Aufenthalt der zahlreich werdenden Pilger machte Haindorf zu einem wohlhabenden Ort; 1721 wurden 64.000 Kommunikanten gezählt. 1761 brannte die Kirche ab, das Gnadenbild der Jungfrau Maria wurde gerettet. Durch Bemühungen der Einheimischen und Spenden von Auswärtigen wurde die Wallfahrtskirche nach Plänen des Prager Baumeisters Thomas Haffenecker in den Jahren 1722 bis 1729 als eindrucksvolle „Basilika Maria Heimsuchung“ wieder errichtet. Der Innenraum bot 7.000 Menschen Platz. Der Zustrom von Pilgern und die Marienverehrung setzten wieder ein.
Im Josephinismus von 1780 bis 1790 waren die Prozessionen verboten und die kostbaren Weihegeschenke wurden entfernt. 1810 in der Zeit nach Napoleon Bonaparte lebten die Prozessionen der Pilger zu dem Gnadenbild wieder auf. Eine Statistik vor dem Ersten Weltkrieg nennt eine jährliche Besucherzahl von mehr als 100.000, mit 60.000 bis 70.000 Kommunikanten jährlich.
Der Ort gehörte ab der Mitte des 19. Jahrhunderts und der Bauernbefreiung des Jahres 1848 zum Gerichtsbezirk Friedland bzw. zum Bezirk Friedland.
Zum Ende des 19. Jahrhunderts siedelten sich in Haindorf und in dem im 18. Jahrhundert gegründeten Ortsteil Ferdinandstal (tschechisch Ferdinandov), gefördert durch die Familien Gallas und Clam-Gallas, Betriebe der Textilindustrie an. Zudem waren Haindorf und Ferdinandstal im Isergebirge bereits seit der ersten Hälfte des 20. Jahrhunderts mit Beginn des Tourismus als Sommerfrische bei Ausflüglern und Urlaubern beliebt. Am 31. Juli 1917 wurde Haindorf durch Kaiser Karl I. zur Stadt erhoben.
Nach dem Münchner Abkommen wurde der Ort an das Deutsche Reich angegliedert und gehörte bis 1945 zum Landkreis Friedland, Regierungsbezirk Aussig, im Reichsgau Sudetenland.
Vom wirtschaftlichen Niedergang der Region nach Ende des Zweiten Weltkrieges und der Vertreibung der Deutschen aus der Tschechoslowakei auf Grund der Beneš-Dekrete war auch Haindorf, welches den amtlichen Namen Hejnice erhielt, stark betroffen. 1968 während des Prager Frühlings lebte durch Besuche von Bittstellern der Wallfahrtsort wieder auf. Heute ist das Städtchen ein beliebtes Ausflugsziel, nicht zuletzt durch die Besucher der Wallfahrts-Basilika, durch Wander- und Fahrradwege und lebt von Tourismus.
Seit 1993 fördert das Bistum Leitmeritz in Hejnice ein internationales Begegnungszentrum.

### Demographie
Bis 1945 war Haindorf überwiegend von Deutschböhmen besiedelt, die vertrieben wurden.
| Jahr | Einwohner | Anmerkungen        |
| ---- | --------- | ------------------ |
| 1830 | 1358      | in 203 Häusern     |
| 1900 | 3063      | deutsche Einwohner |
| 1930 | 2504      | [ 6 ]              |
| 1939 | 2402      | [ 6 ]              |

| Jahr      | 1970  | 1980  | 1991  | 2001  | 2003  |
| --------- | ----- | ----- | ----- | ----- | ----- |
| Einwohner | 2 057 | 2 549 | 2 537 | 2 704 | 2 751 |

## Stadtgliederung
Die Stadt Hejnice besteht aus den Ortsteilen Ferdinandov (Ferdinandsthal) und Hejnice (Haindorf).

## Sehenswürdigkeiten
- Wallfahrtskirche Maria Heimsuchung, 1722–29 im Stil des Barock erbaut
- Gnadenbild der Mutter Gottes, Mater Formosa (die Anmutsvolle) genannt, vom Anfang des 14. Jahrhunderts im Stil der Gotik; ein bedeutendes Kunstwerk der Mariologie
- Der Wallensteins Feldflügel genannte Altar aus dem Jahre 1500
- Ehemaliges Franziskanerkloster im Stil des Barock mit Franziskuslegende im Gang des Klosters
- Geburtshaus des Josef Riedel, „dem Glaskönig des Isergebirges“; Haus Nr. 175
- Barockes Marterl beim Haus Nr. 175
- Kaiserin Elisabeth von Österreich-Ungarn (1837–1898), genannt „Sisi“, gewidmete Gedenktafel

## Persönlichkeiten
- Josef Riedel d. Ä. (1816–1894), Glasindustrieller
- Wilhelm Klein (1850–1924), österreichischer Klassischer Archäologe
- Hugo Franz Kirsch (1873–1961), österreichischer Kleinbildhauer und Keramiker
- Katharina Matz (1930–2021), deutsche Schauspielerin
- Franz Karl Auersperg (1935–2008), österreichischer Politiker und Gewerkschafter
- Jürgen Kocka (* 1941), deutscher Sozialhistoriker
- Miloš Raban (1948–2011), katholischer Priester, Pädagoge und Theologe